# Made in Germany 1995–2011
Made in Germany 1995–2011 je best-of album německé skupiny Rammstein. Obsahuje 15 písní vybraných z dosavadní tvorby skupiny a novou píseň s názvem Mein Land. Album vyšlo pro Německo 2. prosince 2011, pro zbytek světa pak 5. prosince.

## Seznam skladeb
| Pořadí | Název             | Původní album         | Délka |
| ------ | ----------------- | --------------------- | ----- |
| 1.     | Engel             | Sehnsucht             | 4:23  |
| 2.     | Links 2-3-4       | Mutter                | 3:40  |
| 3.     | Keine Lust        | Reise, Reise          | 3:42  |
| 4.     | Mein Teil         | Reise, Reise          | 4:38  |
| 5.     | Du hast           | Sehnsucht             | 3:54  |
| 6.     | Du riechst so gut | Herzeleid             | 4:32  |
| 7.     | Ich will          | Mutter                | 3:39  |
| 8.     | Mein Herz brennt  | Herzeleid             | 4:41  |
| 9.     | Mutter            | Mutter                | 4:31  |
| 10.    | Pussy             | Liebe ist für alle da | 3:58  |
| 11.    | Rosenrot          | Rosenrot              | 3:52  |
| 12.    | Haifisch          | Liebe ist für alle da | 3:42  |
| 13.    | Amerika           | Reise, Reise          | 3:47  |
| 14.    | Sonne             | Mutter                | 4:07  |
| 15.    | Ohne dich         | Reise, Reise          | 4:31  |
| 16.    | Mein Land         |                       | 3:53  |

## Singly
- „Mein Land“

## Sestava
Rammstein
- Till Lindemann – zpěv
- Richard Kruspe – kytara, doprovodné vokály
- Paul Landers – kytara, doprovodné vokály
- Oliver Riedel – baskytara
- Christoph Schneider – bicí
- Christian Lorenz – klávesy

Produkce
- Jacob Hellner